# Штуки, Юрг
Юрг Штуки (нем. Jürg Stucki; 1918 — 19 октября 1943, Берн) — швейцарский скрипач.
Сын дипломата Вальтера Штуки и его жены Гертруды, дочери медика Германа Сали.
Учился игре на скрипке у Адольфа Буша, затем у Карла Флеша. В 1935 г. отец купил у Буша для Юрга скрипку Страдивари, однако молодой скрипач не любил её и считал, что она не подходит к его манере игры; после смерти скрипача родители Штуки 15 лет держали скрипку в сейфе, пока не продали её в 1958 г. Шандору Вегу.
Играл в группе вторых скрипок в оркестре Люцернского фестиваля под руководством Артуро Тосканини. В 1942 г. единогласным решением жюри был удостоен первой премии Международного конкурса исполнителей в Женеве.
В 1943 г. женился на пианисте Розмари Бек. Спустя несколько месяцев скоропостижно скончался от лёгочной инфекции. В память о нём его отец учредил Фонд Юрга Штуки, присуждавший стипендии молодым талантливым музыкантам, — первым обладателем такой стипендии стал в 1944 г. Гансхайнц Шнеебергер.